# Mラジ Music Treasures
『Mラジ Music Treasures』（エムラジ ミュージック トレジャーズ）は、MBSラジオにて、2021年10月5日深夜（10月6日早朝）から、毎週火曜～金曜深夜（水曜～土曜早朝）に放送されている音楽番組である。

## 概要
本番組は、2015年度～2017年度（2015年3月～2018年3月）に放送された『Till Dawn Music』とほぼ同じ趣旨で、深夜の時間帯に「One&Only」をコンセプトに、日替わりで、ある特定の季節や行事に関連した楽曲、ある特定の音楽家（作詞・作曲・編曲家、歌手・ユニット・演奏家など）、あるジャンル（邦楽、洋楽、アイドル、演歌、ニューミュージック、ロック、歌謡曲、民族音楽、クラシック音楽など）といったように、毎日日替わりで一つのテーマに沿って楽曲を選曲し、特にある特定の音楽家についての特集日にはその特集する人物やユニットなどからのメッセージも随時紹介していくなど、「こだわりの音楽プログラム」を展開する。放送される楽曲は、特定の音楽家などのコメントがない時は40曲前後、ある時や金曜日付けは30曲前後である。
また、当枠の前番組『あどりぶラジオ』からの流れで、毎月1回程度の割合（原則として第4週木曜付け）で、MBSラジオがベンチャー企業と提携しているスマートフォンのインターネットラジオのアプリ『Radiotalk』とのコラボレーションとして、そのアプリでパーソナリティーを務める人が選曲やフリートーク・コメントを寄せる「月間Radiotalk」という企画もあるが、こちらは2024年10月から、当番組から分離して、単独番組として放送されることになった（放送曜日は不定。
番組の開始・終了時にAIDJ（自動音声）の「トレトレ」（男性）と「ミューミュー」（女性）の説明、また特定の音楽家のコメント以外はほぼノントーク・ノンDJのフィラー番組として展開される。ちなみにミューミューとトレトレは姉弟という設定がされている。

## 放送日時
- 火・水曜深夜（水・木曜未明）2:30 - 5:15[2]
- 木曜深夜（金曜未明）2:00 - 5:15[3]
- 金曜深夜（土曜未明）2:00 - 4:40[4]

### 放送時間変更
プロ野球開催時は『MBSベースボールパーク』が22時（金曜のみ21時）以後も延長した場合、前枠の番組のスライドの都合上放送時間が短縮される場合がある。特に金曜日の時間短縮が頻発化している。
また2022年1月21日未明に放送される予定だった「コミックソング」をテーマにした内容は、1月16日にトンガでの大噴火を起因とする日本国内への津波被害による臨時ニュースが放送された関係で放送が一部出来なかった『アッパレやってまーす!』土曜日（極楽とんぼ他出演）の再放送を行うため、3:59からの61分間に短縮された。

## 同様の構成を持つ類似番組
- R→933（朝日放送ラジオ） - 当番組と開始時期も同じ（2021年秋改編）[5]。
- music forest（cross fm）
- FM名曲コレクション、FM SELECTION（エフエム福岡）
- MIDNIGHT ALLEY、WEEKEND ALLEY[6]（FM COCOLO）
- FREE SPIRIT（FM802）
- MUSIC FLOW（ZIP-FM）
- THE GOOD MIXER、InterFM897 Music Mix、GOLDEN MIX（InterFM897）
- 78 musi-curate、THE SELEC-TONE（ベイエフエム）
- NORTH WAVE CALLIN'、TRANSIT NIGHT（FM NORTH WAVE）
- MUSIC PATIO（エフエム北海道）
- α-MEZAMMIN’ JAZZなどのNON DJ PROGRAM（α-STATION）
- Nocturne、SOUND CROSSING（Kiss FM KOBE）
- Till Dawn Music[7]（MBSラジオ）
- PIECE OF MELODY（エフエムナックファイブ）
- Hits 200、GREENROOM SELECTION、Sound Ocean (Fm yokohama 84.7)
- The Journey (LOVE FM)
- RBCミュージックセレクション[8]（RBCiラジオ）
- メロディー・フェア→FMルート58（極東放送→エフエム沖縄）[9]

## 関連番組
- Mタウン - 火曜日未明の同時刻に放送。（月1回程度は「NAOTOの月イチな夜」に差し替え）同番組はディスクジョッキーが3人（三木杏珠、西田愛、上西怜）週替わり出演で進行を担当している生放送番組。